# Inundaciones de la DANA de 2019 en España
Las Inundaciones de la DANA de 2019 en España fueron consecuencia de la gota fría en España del 9 al 14 de septiembre de 2019. Afectó mayoritariamente a las comarcas de la Vega Baja del Segura (Alicante) y el Campo de Cartagena (Murcia), que sufrieron inundaciones en los días 12 y 13 de septiembre; los días con más carga de agua durante el temporal. La gota fría  azotaba el sureste peninsular y las intensas lluvias produjeron inundaciones en la localidad de Los Alcázares (Murcia) la madrugada del 12 de septiembre y en siete pueblos de la Vega Baja del Segura el 13 de septiembre. 
En la zona de Orihuela cayeron más de 500 l/m² y se le considera el temporal más grave registrado en 140 años en Alicante y en Murcia; de hecho, el temporal de 1987 recogió menos promedio de precipitación, pero también ocasionó numerosos destrozos y muertes (+/-1000). Afectó en mucha menor medida otras comunidades autónomas como Castilla-La Mancha y Andalucía (en concreto, Granada y Albacete). Una DANA tan intensa y profunda en el sur de la Península durante la primera mitad de septiembre es un hecho muy anómalo, la AEMET lo ha considerado como un otoño climatológico temprano; debido a ello, estudiaron los datos desde 1984 hasta la actualidad para comprobar si son fenómenos recurrentes; sin embargo, la anomalía registrada en septiembre de 2019 en Murcia es la más alta de las registradas. Así, concluimos en que es la DANA más profunda registrada hasta la fecha en esta zona y en esta época del año.

## Contexto meteorológico
Las lluvias torrenciales que acontecieron con la DANA de 2019 se debieron a un exceso de acumulación de humedad en las capas bajas de la atmósfera, junto con aire procedente del este peninsular. Este fenómeno meteorológico entró a la península el 9 de septiembre de 2019, pero las lluvias torrenciales no se registraron hasta el 12 y el 13 de septiembre. Los hietogramas y pluviogramas de la cuenca del Segura registraron que el mayor volumen de precipitación tuvo lugar en la comarca de la Vega Baja, seguida de cerca por la zona del Mar Menor: la localidad de Los Alcázares fue la más afectada. No obstante, la DANA afectó a otras zonas de España, como Almería, Granada y Albacete.
Las inundaciones que se dieron en Murcia y la Vega Baja del Segura acontecieron en las localidades más cercanas al cauce del río Segura. La comarca murciana del Campo de Cartagena registró acumulaciones de hasta 300 l/m²; en la comarca alicantina de la Vega Baja del Segura las acumulaciones llegaron a los 500 l/m². La Red del Sistema de Información Agrario de Murcia de la Confederación Hidrográfica del Segura publicó el siguiente estudio en cuanto al agua caída durante el fenómeno:
| Localidad     | Porcentaje en l/m² |
| ------------- | ------------------ |
| Abanilla      | 324 l/m²           |
| Fortuna       | 285 l/m²           |
| Torre-Pacheco | 284 l/m²           |

| Localidad / Lugar     | Porcentaje en l/m² |
| --------------------- | ------------------ |
| Orihuela              | 521 l/m²           |
| Jacarilla             | 404,6 l/m²         |
| Crevillente           | 323,2 l/m²         |
| Embalse de la Pedrera | 321 l/m²           |

La presa del embalse de Santomera, en Murcia, registró en día 12 de septiembre de 2019 un volumen de desembalse de 2,53 Hm³. Al día siguiente, 13 de septiembre de 2019, el número se había multiplicado por siete: V = 17,50 Hm³ a las 13:00 horas. Estas inundaciones en la zona de la Vega Media y la Vega Baja del Segura son las que se registran  como las de mayor precipitación acumulada hasta la fecha. Hasta entonces, en los registros, la inundación con mayor precipitación era la de 1987, pero las inundaciones de 2019 superaron a esta en un 39 %. 
Las lluvias torrenciales finalizaron el 14 de septiembre, pero los efectos de esta estuvieron presente en el campo más de una semana, ya que el nivel de las aguas había aumentado en el suelo de toda la cuenca. Además, el río Segura había adoptado un nivel elevado durante los días 12 y 13 de septiembre, por lo que su cauce e infraestructuras no soportaron la fuerza del agua y se rompió un muro del río a la altura de Almoradi y Algorfa.

## Cronología

### Preludio

#### Vega Baja del Segura:
Con el aviso por parte de la AEMET de la llegada de una fuerte DANA a la zona sur de Alicante, el presidente de la Generalitat, entonces, Ximo Puig, convocó a sus consellers parar realizar labores preventivas con respecto a ello. Se reunió el Comité de Emergencias CECOPI y se activó el 10 de septiembre, dos días antes de las inundaciones. El Comité de Emergencias se habilitó para coordinar los recursos de manera eficaz. El 11 de septiembre se difunden alertas, meteorológicas por los medios de comunicación y canales oficiales de la Generalitat Valenciana para prevenir sobre la emergencia.

#### Región de Murcia:
Se establece una Junta de Emergencia Municipal el 11 de septiembre para determinan las previsiones ante el acontecimiento meteorológico. Ese mismo día las medidas tomadas por el gobierno de la Comunidad Autónoma a las 13:00 horas son las siguientes: se confirma el cierre de colegios, el corte de carreteras interurbanas, la evacuación de viviendas especialmente vulnerables y se establecen aparcamientos disuasorios. A las 17:00 horas se cierran los centros educativos y los Centros Asistenciales de Día, se suspenden los traslados programados para rehabilitación y fisioterapia de todas las áreas de salud, así como las actividades deportivas y se refuerzan los servicios de mantenimiento de la Comunidad. Además, se envían avisos a la población a través de redes sociales y con carteles de alerta meteorológica en los caminos cercanos a la cuenca del río Segura. 

### 12 de septiembre de 2019

#### Vega Baja del Segura:
La madrugada del 12 de septiembre el ciclón produjo precipitaciones intensas en el sur de Valencia y norte de Alicante, después se desplazó a la zona del Baix Vinalopó y la Vega Baja. Se registran lluvias torrenciales a lo largo de la madrugada y por la mañana, con las 07:00 horas como hora clave en la que se acumulan 65,4 l/m² en tan solo una hora. Al mediodía se registraron 225 l/m² en la comarca; 184,4 l/m² cayeron solamente en Orihuela en apenas dos horas. Esto generó una gran inundación en la capital de la comarca llevándose coches, contenedores y rompiendo tuberías.  El gobierno Generalitat solicita ayuda militar a la UME (Unidad Militar de Emergencias); la unidad se encargó de evacuar, asistir a la ciudadanía por la falta de recursos y ayudar en las labores de rescate.

#### Región de Murcia:
El gobierno de la Comunidad solicita ayuda militar a la UME (Unidad Militar de Emergencias); la unidad militar realizó las mismas operaciones que en la Vega Baja del Segura ese día. Las inundaciones afectan fuertemente al municipio de Los Alcázares, en la zona del Mar Menor se llevan a cabo rescates en esta localidad, Molina, de Segura, y las ramblas de Águilas y Cieza. a todo ello, el Ayuntamiento de Murcia proporcionAa albergues en el pabellón deportivo de El Esparragal.

### 13 de septiembre de 2019

#### Vega Baja del Segura:
La DANA se movió hacia el norte y descargó un nuevo chubasco contra la comarca con el que entre las 07:00 horas y las 10:00 horas cayeron 191 l/m², de ellos 74,4 l/m² en solo una hora. Sobre las 12:20 horas se desbordó el cauce del río a la altura de Almoradí, aguas provenientes de Orihuela. Además, cedió uno de los muros del río al paso de Almoradí y Algorfa, lo que provocó inundaciones con los registros registrados más graves de la comarca en este año.

#### Región de Murcia:
Se realiza un seguimiento meteorológico de las precipitaciones registradas por AEMET en la Región de Murcia y el gobierno regional solicita la zona catastrófica al gobierno central debido a la gravedad de la situación. Además, se realiza una evacuación masiva en las localidades con más probabilidad de inundación debido a que la rambla de Albujón sufre un desbordamiento y deben desaguar el pantano de Santomera, el que fue un punto crítico estos días. Se efectúa un rescate a cuatro personas en los túneles de la AP-7 en el Pilar de la Horadada.

### 14 de septiembre de 2019
Pedro Sánchez visita Los Alcázares (Murcia) y Orihuela (Alicante) como representación máxima del Gobierno de España para mostrar su solidaridad y ayuda.

### 4 de octubre de 2019
Los Reyes de España visitan Los Alcázares (Murcia) y Orihuela (Alicante) para mostrar solidaridad y preocupación con los afectados.

### 12 de octubre de 2019

#### Región de Murcia:
Comienzan a verse los afectos medioambientales que han provocado las inundaciones en el Mar Menor. Amanecen las playas De San Pedro del Pinatar y de Lo Pagán con miles de peces muertos como consecuencia del nivel bajo de oxígeno en el agua.

## Impacto

### Municipios afectados

#### Vega Baja del Segura:
- Almoradí
- Catral
- Dolores
- Daya Nueva
- Daya Vieja
- Orihuela
- Redován
- San Fulgencio

#### Región de Murcia:
- Archena
- Cieza
- Los Alcáceres
- Molina de segura
- San Javier
- Torre-Pacheco
- Zona del Valle del Guadalentín

#### Andalucía:
- Almería
- Baza

#### Castilla-La Mancha:
- Caudete
- Letur

### Fallecimientos
Tuvieron lugar 7 muertes como consecuencia de las inundaciones producidas pro esta DANA. Murió una persona en la localidad de Redován y otra en Orihuela. También en Caudete (Albacete) dos personas quedaron atrapadas por el agua en el interior del vehículo, en un túnel inundado un hombre en Almería y otro en una rambla de Baza. El último fallecido hallado fue un hombre de 66 años arrastrado por una acequia en Dolores.

### Impactos en la huerta
Debemos tener en cuenta que la zona de Los Carrizales es la antigua Albufera de Elche y El Hondo, espacio natural compuesto por cultivos de regadío en el linde entre los ríos Segura y Vinalopó. Las lluvias registradas que cayeron en esta zona durante las inundaciones de 2019 alcanzaron los 272 mm, a 80 mm/h el día 12 de septiembre; esta zona es el desagüe natural de ambos ríos, Segura y Vinalopó, lo que supuso mantenerla inundada más de una semana. Las consecuencias de la DANA para el terreno fueron graves, ya que el nivel de humedad del suelo se saturó rápidamente hasta provocar la pérdida de cultivo y la asfixia radicular.

### Impactos en infraestructuras y carreteras
La DANA dejó más de 80 carreteras cortadas en Alicante y Murcia, aunque no hay un listado oficial de todas ellas, se recogieron más de 80 vías afectadas para el tráfico de acceso a las localidades inundadas. Almoradí estuvo completamente aislada por carretera, solamente tuvieron acceso a la localidad las unidades de emergencia y los medios de comunicación. En Orihuela el desbordamiento del río dejó incomunicada a la población y causó daños significativos en infraestructuras. Las localidades de Dolores y Daya Vieja, cercanas a Almoradí, quedaron también aisladas y el terreno anegado de agua junto con las calles inundadas dificultó su acceso en gran medida. De estas carreteras afectadas, más de 35 carreteras autonómicas fueron cortadas en Murcia. Se registraron sobre todo dificultades de tráfico en Archena y Cieza.
En cuanto a las infraestructuras, Los Alcáceres, zona cero de la catástrofe, registra 15000 siniestros que solicitaron indemnización.Las localidades más perjudicadas de Alicante fueron Almoradí y Orihuela con muchos daños en vivienda y locales, similar a Los Alcáceres. Además, según un informe de la Cámara de Comercio de Valencia, sufrieron daños 123 áreas industriales de la provincia de Alicante con pérdidas cerca de 4 millones de euros diarios. Asimismo, en Andalucía sufrieron daños en carreteras las provincias de Córdoba, Granada, Málaga y Sevilla con desprendimientos e inundaciones en las calzadas.

## Registros de las inundaciones en la Vega Baja del Segura y Murcia desde elsigloXIII
|                      | s. XIII | s. XIV     | s. XV      | s. XVI     | s. XVII                            | s. XVIII                     | s. XIX                                               | s. XX                                                                        | s. XXI                             |
| -------------------- | ------- | ---------- | ---------- | ---------- | ---------------------------------- | ---------------------------- | ---------------------------------------------------- | ---------------------------------------------------------------------------- | ---------------------------------- |
| Vega Baja del Segura | 1292    | 1356, 1379 | 1416, 1494 | 1528, 1592 | 1611, 1635, 1651, 1653             | 1701, 1741, 1776, 1778       | 1803, 1834, 1871, 1877, 1879, 1895                   | 1906, 1916, 1923, 1924, 1943, 1946, 1947, 1972, 1987, 1989                   | 2013, 2016, 2019                   |
| Región de Murcia     | 1292    | 1379       | 1416       | 1528, 1593 | 1602, 1611, 1634, 1651, 1653, 1672 | 1710, 1714, 1741, 1756, 1777 | 1802, 1825, 1834, 1867, 1871, 1879, 1880, 1888, 1895 | 1900, 1906, 1916, 1923, 1929, 1931, 1933, 1943, 1946, 1947, 1972, 1973, 1989 | 2003, 2010, 2012, 2016, 2018, 2019 |

Debemos tener en cuenta que la DANA del 29 de octubre de 2024 es destacable en este punto, ya que inundó Letur (Albacete), pueblo que se encuentra en la cuenca del río Segura.

### Causas de las inundaciones recurrentes en esta zona
La mayoría de los pueblos afectados por las inundaciones de la DANA de 2019 están construidos sobre terreno primitivo marino. Los pueblos se construyeron en el hecho del propio cauce del río Segura; además, las inundaciones se dan por tres causas: las fuertes precipitaciones, el cauce del no tiene la capacidad de almacenar tanta cantidad de agua y la presión que esta ejerce en situaciones meteorológicas preocupantes como lo es una DANA. A todo ello se les suma la afluencia del Guadalentín, el afluente más grande del río Segura, un río-rambla que solamente porta agua cuando llueve y desemboca en el municipio de Murcia. El Guadalentín favorece las inundaciones que se generan en los últimos kilómetros del recorrido del Segura, ya que añade agua a la que ya lleva el propio río.
«Y del Guadalentín’ que  despertando del sueño’ que le lleva en linfa pura’ que se espanta de mirarse mar de España» (Lope de Vega, 1650)
No solo el Guadalentín contribuye aumentar el cauce del río Segura, sino que encontramos también ramblas perjudiciales como la de Abanilla o el derramador de Jacarilla. Sin embargo, debemos tener en cuenta que estas ramblas canalizan el agua desde hace siglos en acequias para contribuir al regadío, ya que nos encontramos ante una de las zonas más secas de la península. Para los campos de estos terrenos es fundamental, aprovechar el agua de la lluvia, ocurre en pedanías como el Mudamiento, el Saladar (azarbe del Mayayo) y las Puertas de Murcia. Muchas especializados de la zona dirigen sus investigaciones a entender y mejorar estas inundaciones; encontramos estudiosos de todas las índoles, sobre todo, meteorólogos y geólogos, como es el caso de Gregorio Canales, fuente principal de este apartado. 

## Respuestas y recuperación

#### Vega Baja del Segura:
La respuesta de la ciudadanía de la comarca ante esta catástrofe fue la creación de un lema “Fuerza Vegabaja” en el que se volcaron artistas de la zona para contribuir con sus conciertos, empresas de construcción para ayudar con las fisuras del muro del río, entre otros. La redes sociales se hicieron eco de esto para conseguir ayuda humanitaria de todo tipo; a las personas perjudicadas, labores de limpieza, acogida de animales y recolección de cualquier producto de primera necesidad.
En el año 2021 surge el plan Vega Renace de la mano del entonces presidente de la Generalitat, Ximo Puig; sin embargo, con la entrada del nuevo gobierno el plan anterior no ha podido finalizarse completamente. En 2022 el problema sigue vigente y la desembocadura del río Segura sigue llena de lodo, son más de 280.000 m³ de lodo los que taponan la desembocadura.

#### Región de Murcia:
El gobierno llevó a cabo una evaluación de daños. Las medidas implementadas fue la de reconstruir infraestructuras y apoyar a los damnificados. Además, la respuesta que llevó a cabo el gobierno de la Región de Murcia fue rápida y eficaz porque hubo una unanimidad social y política para solicitarle al gobierno de España proclamar esa zona como zona catastrófica el 13 de septiembre de 2019.